# Бйорн Ферм
Бйорн Бернт Евальд Ферм (швед. Björn Bernt Ewald Ferm; 10 серпня 1944) — шведський спортсмен, олімпійський чемпіон із сучасного п'ятиборства.

## Виступи на Олімпіадах
| Олімпіада   | Дисципліна                                   | Місце   |
| ----------- | -------------------------------------------- | ------- |
| Мехіко 1968 | сучасне п'ятиборство, індивідуальні змагання | 1       |
| Мехіко 1968 | сучасне п'ятиборство, командні змагання      | AC (DQ) |
| Мюнхен 1972 | сучасне п'ятиборство, індивідуальні змагання | 6       |
| Мюнхен 1972 | сучасне п'ятиборство, командні змагання      | 5       |